# Путо

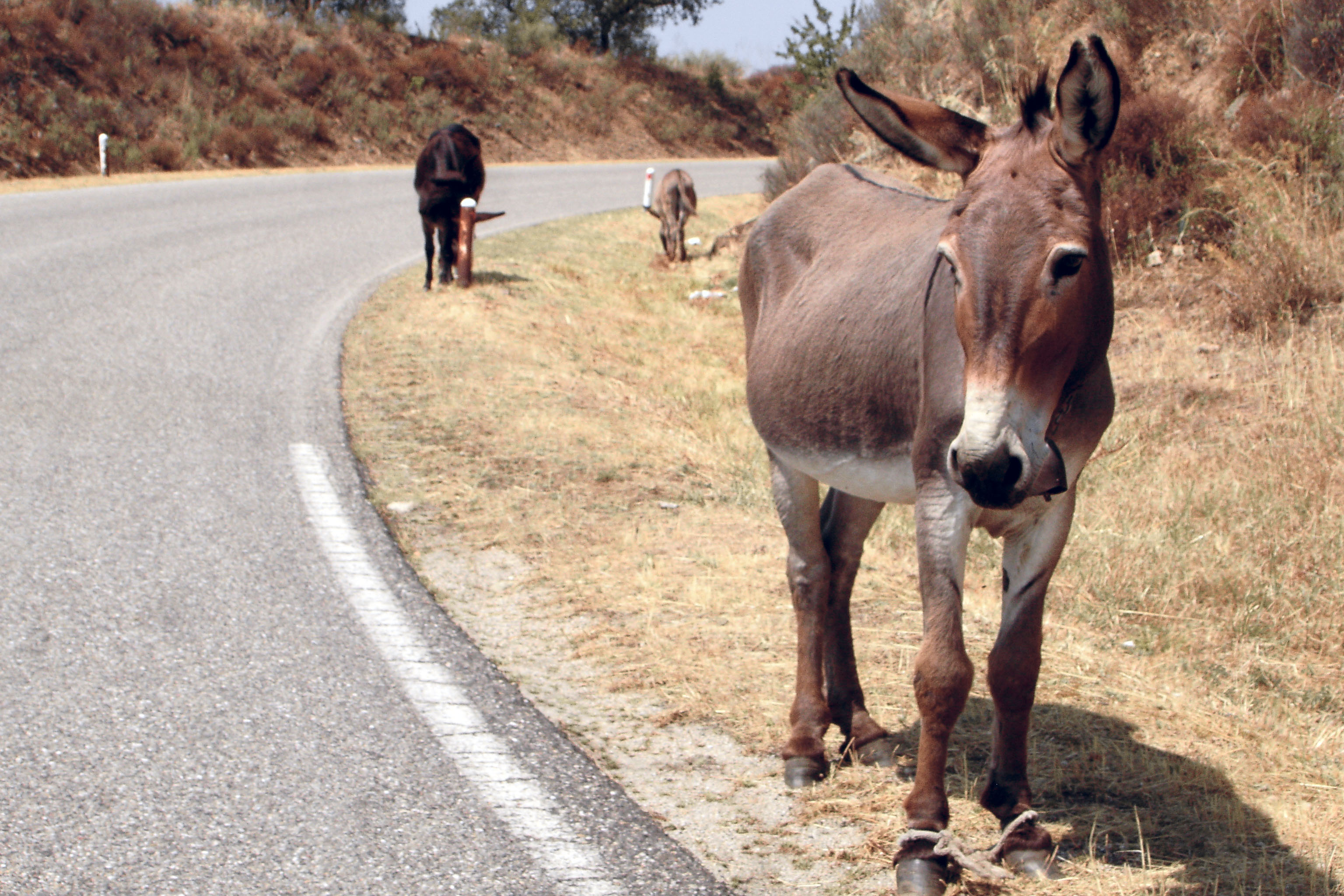
Віслюк у путах.

Пу́то (часто в множині — пута) — ремінь, мотузка, ланцюг, якими стягують ноги тварини, щоб обмежити свободу її пересування, переважно під час випасу. Обмотати путом передні ноги тварини, з'єднавши їх з однією задньою ногою, або прив'язати голову до передніх ніг називається «стриножити тварину».
У широкому значенні — кайдани, ремені, мотуззя, що сковують людину, позбавляють її свободи (переносно про подружні відносини — «пута Гіменея»).
Також у конярстві — нижня частина ноги коня між щиколоткою та копитом. Путова́ кістка — кістка суглоба над копитом кінської ноги, путови́й суглоб — суглоб над копитом кінської ноги.

## Галерея

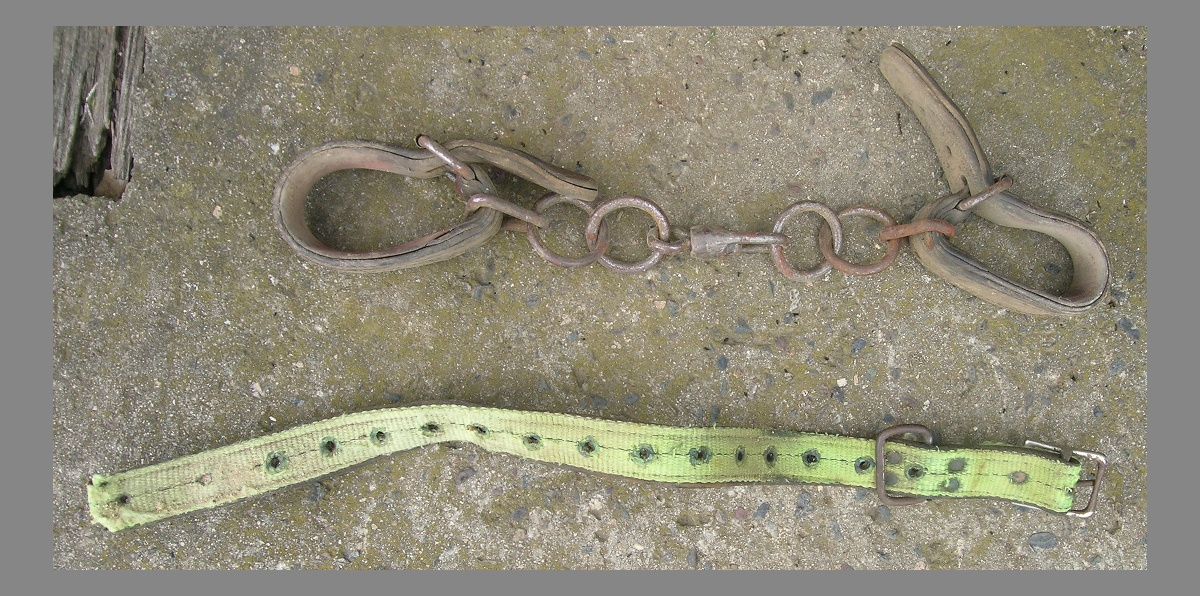
Пута
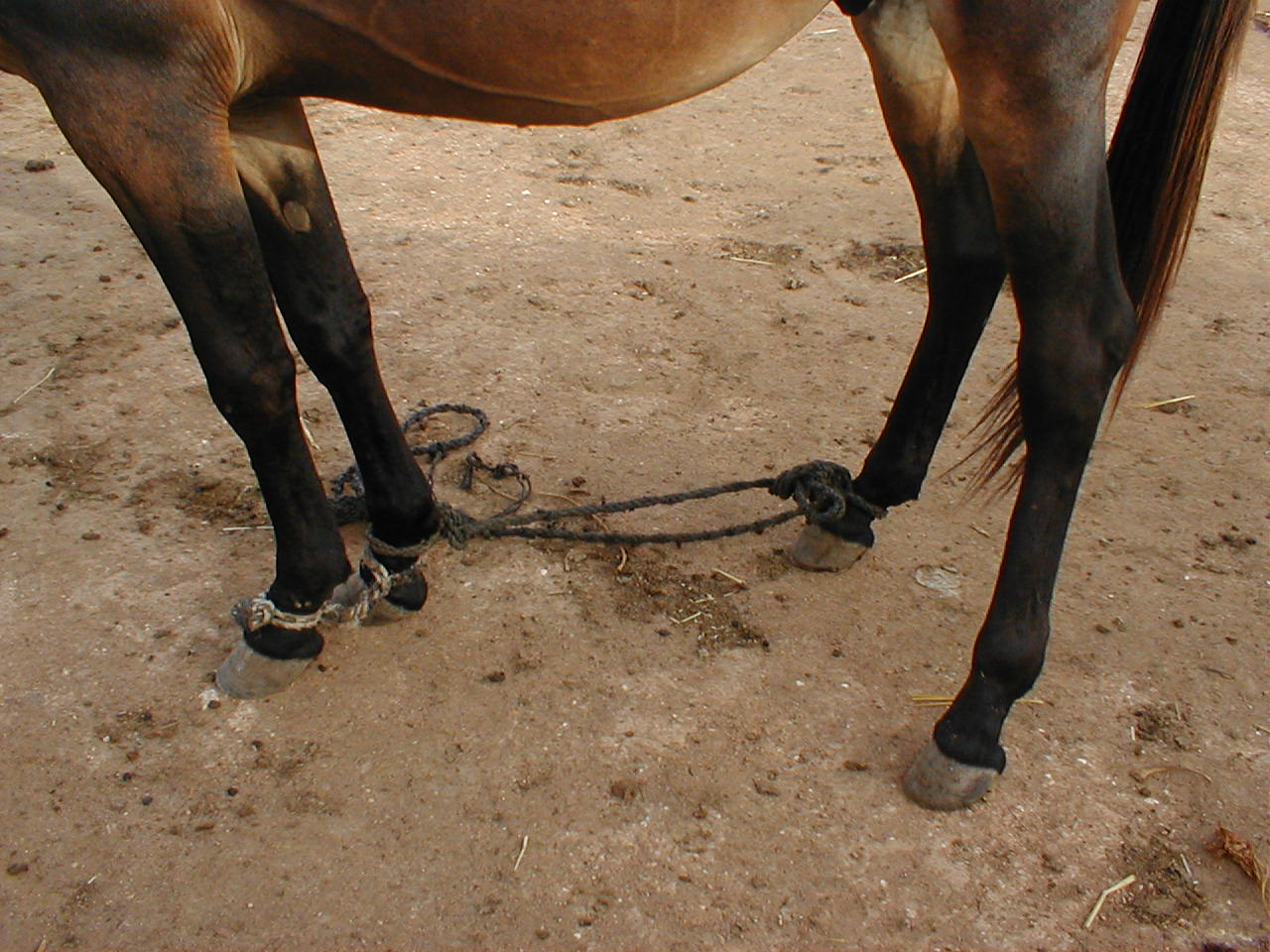
Пута на коні
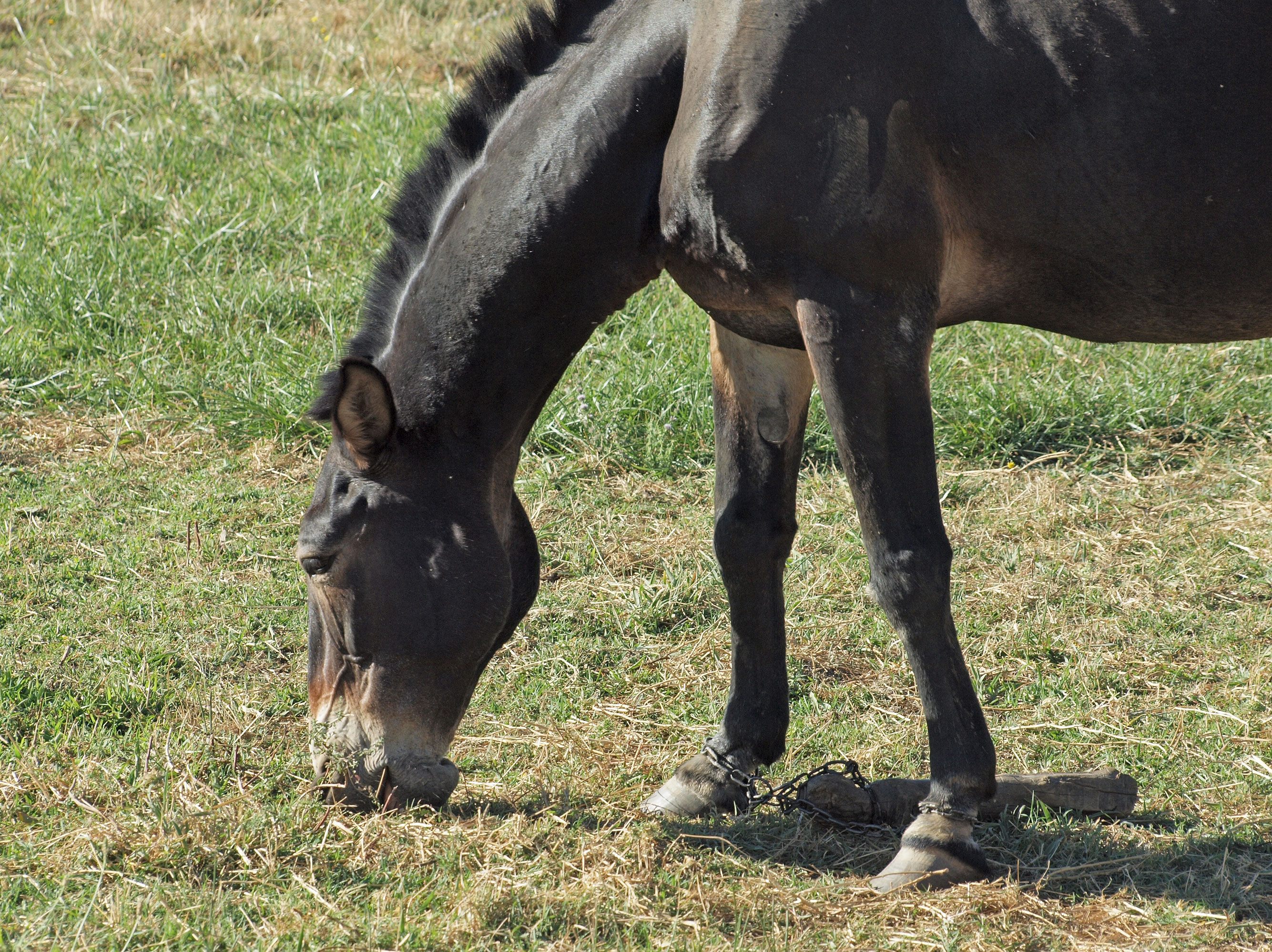
Пута на коні

## У геральдиці

Герб Бенена
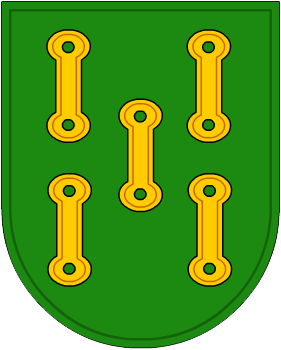
Герб Трабів
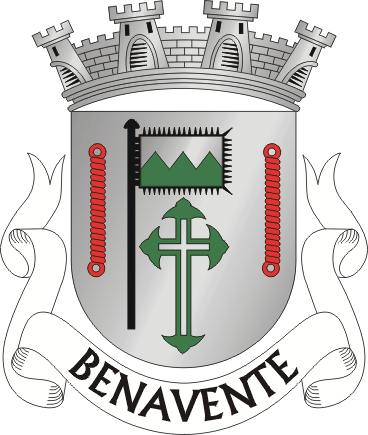
Бенавенте